# Apoftegmat
Apoftegmat (gr. apóphthegma, ~matos – sentencja, wypowiedź) – krótki utwór literacki, wierszowany lub prozatorski, prezentujący dowcipną, błyskotliwą, trafną wypowiedź wybitnej postaci (np. władcy).
Apoftegmaty spisywane były już w starożytności. Ich zbiory tworzyli m.in. Valerius Maximus (Factorum et dictorum memorabiliorum libri IX) i Plutarch (Apoftegmaty królów i wodzów, Apoftegmaty lakońskie). Chociaż apoftegmaty pojawiały się również w średniowieczu, to jednak popularne stały się w okresie renesansu. Jednym z istotniejszych zbiorów stworzonych wtedy był zbiór Erazma z Rotterdamu pt. Apophtegmata.
W literaturze polskiej apoftegmaty pojawiły się początkowo jako elementy kazań. Osobne zbiory pojawiły się dopiero w renesansie. Apoftegmaty zbierali m.in.:
- Mikołaj Rej (Apoftegmata, to jest krótkie a roztropne powieści, Apoftegmata krótsze...),
- Jan Kochanowski (Apoftegmata),
- Bieniasz Budny (Krótkie a węzłowate powieści [...] które po grecku zową Apophtegmata),
- Wacław Potocki.